# Timonius jobiensis
Timonius jobiensis är en måreväxtart som beskrevs av Herbert Fuller Wernham. Timonius jobiensis ingår i släktet Timonius och familjen måreväxter. Inga underarter finns listade i Catalogue of Life.